# Dziwnówek

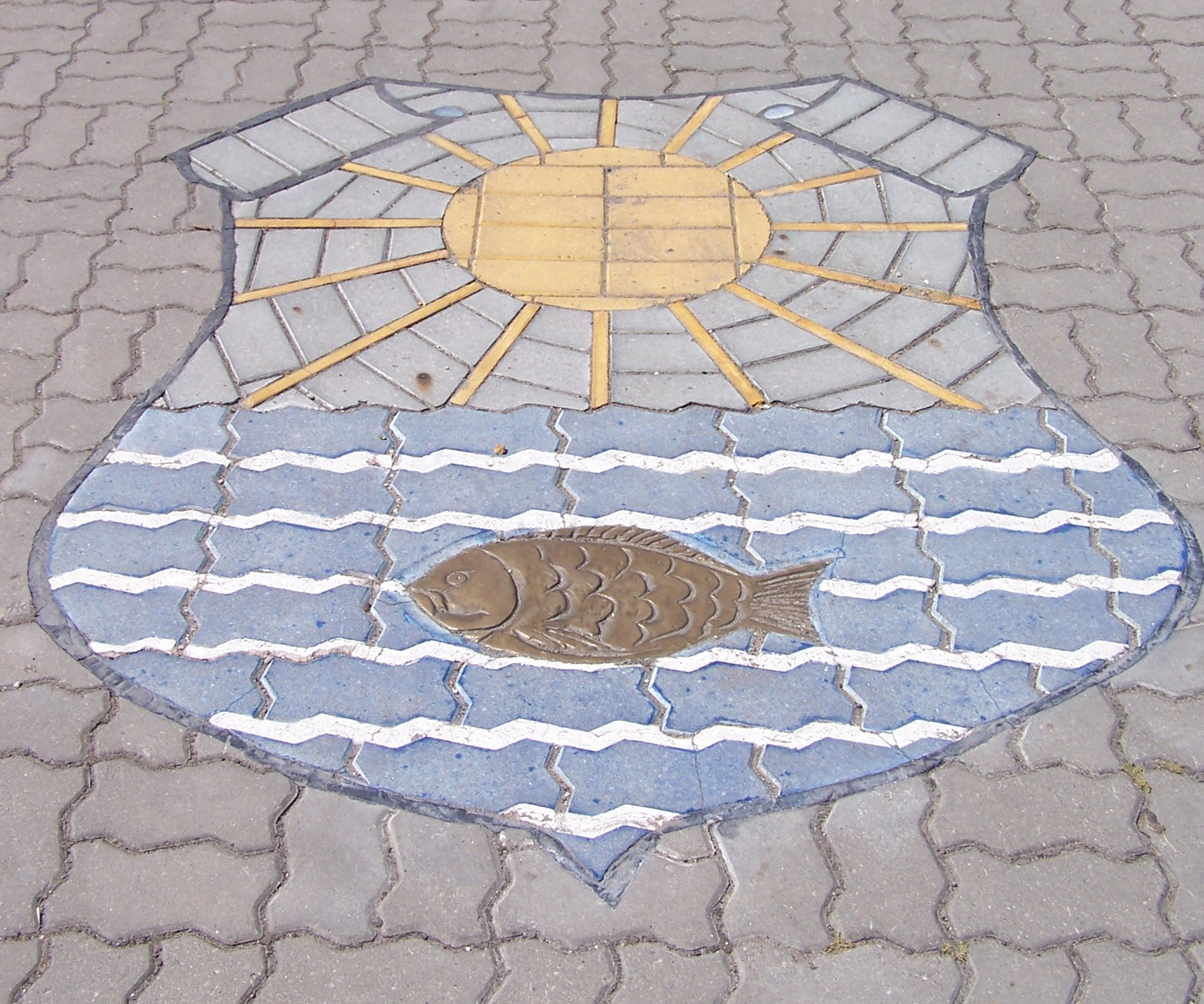
Nieoficjalny herb wsi Dziwnówek

Dziwnówek (niem. Klein Dievenow) – wieś w północno-zachodniej Polsce, położona w województwie zachodniopomorskim, w powiecie kamieńskim, w gminie Dziwnów, 4,5 km na wschód od centrum Dziwnowa.
Według danych z 2008 r. wieś miała 404 mieszkańców.
W Dziwnówku nad morzem wyznaczono letnie kąpielisko obejmujące 400 m linii brzegowej.
W latach 1975–1998 miejscowość położona była w województwie szczecińskim.

## Położenie
Dziwnówek leży w zachodniej części wybrzeża woj. zachodniopomorskiego, w północnej części powiatu kamieńskiego.
Wieś znajduje się u nasady Mierzei Dziwnowskiej, sąsiadując z Morzem Bałtyckim i Zatoką Wrzosowską, będącą północną częścią Zalewu Kamieńskiego.
Miejscowość położona jest na Wybrzeżu Trzebiatowskim – jednym z mezoregionów Pobrzeża Szczecińskiego. Historycznie Dziwnówek znajduje się w północnej części Pomorza Zachodniego.

## Historia
Do 1945 miejscowość występowała pod niemiecką nazwą Klein Dievenow. W marcu 1945 na tych terenach toczyły się ciężkie walki z Niemcami. Walczył tu m.in. ówczesny podporucznik Wojciech Jaruzelski dowodzący oddziałem zwiadu w składzie 5 pułku piechoty 2 Dywizji WP.
W latach 1965–1970 wybudowano przebiegającą przez wieś tzw. „Słoneczną Promenadę”, drogę w kierunku wschodnim łączącą nadmorskie miejscowości. W latach 1974–2005 Dziwnówek był uznany przez rząd za miejscowość posiadającą warunki do prowadzenia lecznictwa uzdrowiskowego, dzięki czemu mogły być prowadzone tu zakłady lecznictwa. W oparciu o właściwości warunków naturalnych ustalono dla zakładów lecznictwa w Dziwnówku pierwszoplanowe kierunki leczenia: choroby układu oddechowego wieku dziecięcego i choroby narządów ruchu wieku dziecięcego. Ponadto ustalono drugoplanowy kierunek klimatyczno-usprawniający.
18 lipca 1982 wmurowano akt erekcyjny pod budowę we wsi kościoła.

## Infrastruktura

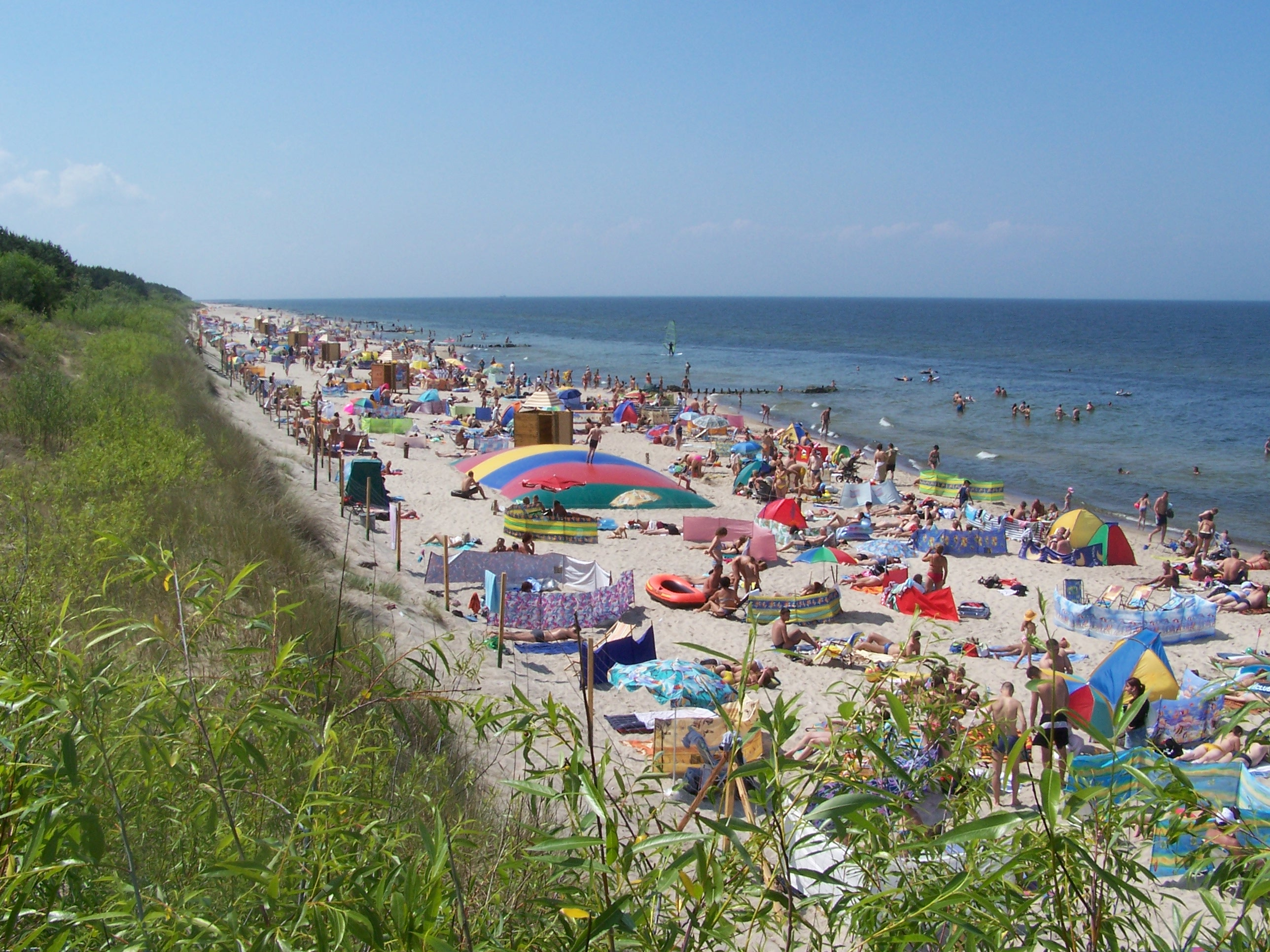
Plaża latem

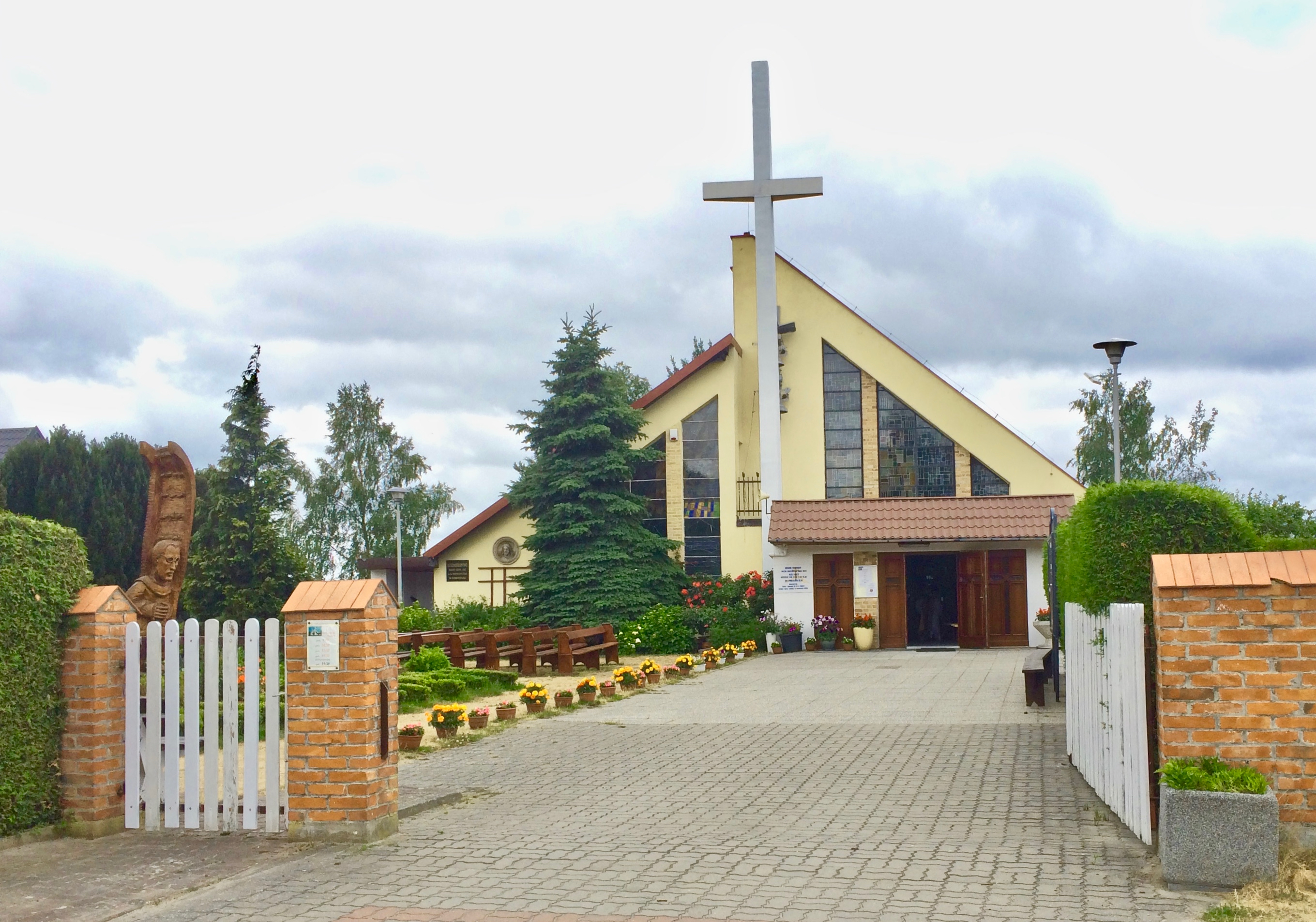
Kościół rzymskokatolicki pw. św. Maksymiliana Marii Kolbego w Dziwnówku

Największą atrakcją turystyczną Dziwnówka jest morze oraz szeroka, piaszczysta plaża. Jej klifowy fragment na wschód od miejscowości od 2017 objęty jest ochroną jako rezerwat przyrody Klif w Dziwnówku.
W Dziwnówku łączą się drogi wojewódzkie: biegnąca wzdłuż wybrzeża droga wojewódzka nr 102 z Międzyzdrojów na wschód do Kołobrzegu z drogą nr 107, biegnącą na południe przez Kamień Pomorski do drogi krajowej nr 3.
Przy rondzie współczesny kościół parafialny pw. św. Maksymiliana Marii Kolbego (projektował Jerzy Okniński, 1981-82) oraz pomnik (odsłonięty w 1975) poświęcony żołnierzom polskim 2 Dywizji Piechoty 1 Armii WP walczącym podczas II wojny światowej.
W centrum, u zbiegu ulic Wolności i Kamieńskiej węzeł znakowanych szlaków turystycznych:
- Szlak Nad Bałtykiem i Zalewem Szczecińskim (Dziwnówek→ Kamień Pomorski→ Wolin→ Lubin→ Międzyzdroje→ Świnoujście)
- E9 Szlak Nadmorski im. dr. Czesława Piskorskiego (Dziwnów→ Pobierowo)
- R10 Międzynarodowy szlak rowerowy wokół Bałtyku (Dziwnów→ Pobierowo)

Dziwnówek jest miejscowością uzdrowiskową, w której leczone są schorzenia układu oddechowego u dzieci. Ujęcie wody mineralnej chlorkowo-sodowej nie jest eksploatowane od roku 1950.

## Latarnia morska

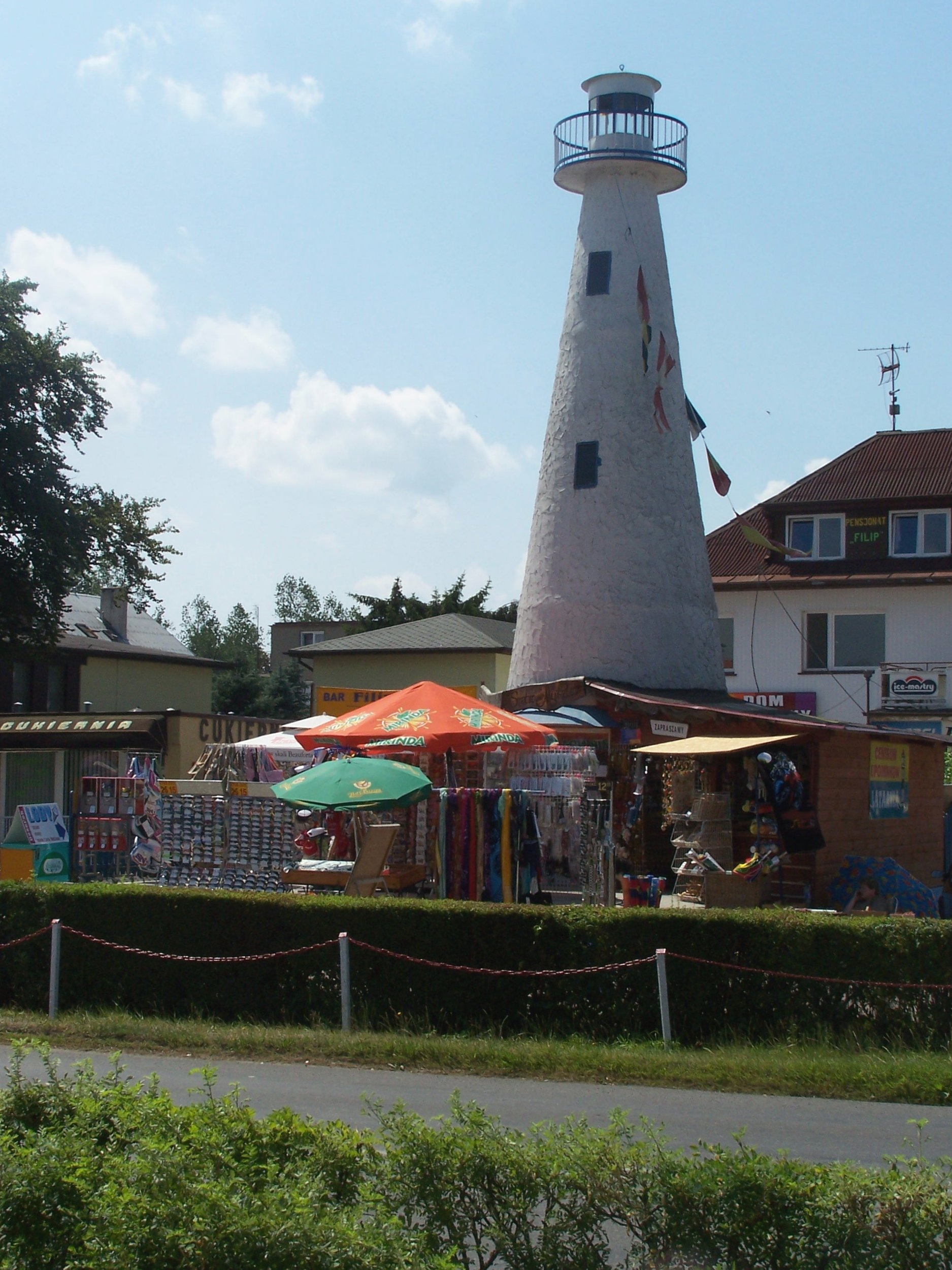
Latarnia morska

W centrum, przy głównej drodze prowadzącej do Dziwnowa i Międzyzdrojów, znajduje się metalowa atrapa latarni morskiej, w której prowadzony jest sklep z pamiątkami, kilkanaście lat temu była tam kawiarnia. Pierwotnie, w latach 70., była w Kamieniu Pomorskim.
Została tam wybudowana przez mleczarnię na Turniej Miast, organizowany przez telewizję.  Przewieziono ją do Dziwnówka gdzie funkcjonowała jako kiosk, w którym sprzedawano produkty mleczarni. Następnie została zakupiona przez prywatne osoby.